# 1968-as Formula–1 kanadai nagydíj
Az 1968-as Formula–1 világbajnokság tizedik futama a kanadai nagydíj volt.

## Futam
A kanadai nagydíjat ez évben Mont-Tremblantban rendezték. Az időmérésen Ickx elveszítette esélyét a címre, mivel balesetében eltört a lába. A brabhames Rindté lett a pole Chris Amon és Jo Siffert előtt.
A rajt után Amon vezetett Siffert előtt. A 14. körben Hill megelőzte Gurneyt a harmadik helyért, majd az amerikai 12 körrel később kiesett. Siffert olajszivárgás miatti kiesése után Rindt volt a második, majd miután az osztrák is kiesett motorhibával, Hillé lett a 2. hely. Az angol vibrációval küzdött, ezért Hulme, McLaren és Rodríguez is megelőzte. Úgy tűnt, Amon nyeri a versenyt, de a 73. körben technikai hiba miatt kiesett, így a McLaren-Ford kettős győzelmet szerzett Hulme-McLaren sorrendben Rodríguez, Hill és Stewart előtt.
Két futammal az évad vége előtt Hulme és Hill azonos pontszámmal állt az élen.
| Helyezés | #  | Versenyző            | Csapat/Motor  | Futott körök | Idő/Kiesés oka           | Rajthely | Pontszám |
| -------- | -- | -------------------- | ------------- | ------------ | ------------------------ | -------- | -------- |
| 1        | 1  | Denny Hulme          | McLaren-Ford  | 90           | 2:27:11,2                | 6        | 9        |
| 2        | 2  | Bruce McLaren        | McLaren-Ford  | 89           | + 1 kör                  | 8        | 6        |
| 3        | 16 | Pedro Rodríguez      | BRM           | 88           | + 2 kör                  | 12       | 4        |
| 4        | 3  | Graham Hill          | Lotus-Ford    | 86           | + 4 kör                  | 5        | 3        |
| 5        | 21 | Vic Elford           | Cooper-BRM    | 86           | + 4 kör                  | 16       | 2        |
| 6        | 14 | Jackie Stewart       | Matra-Ford    | 83           | + 7 kör                  | 11       | 1        |
| Kiesett  | 18 | Jean-Pierre Beltoise | Matra         | 77           | Váltó                    | 15       |          |
| Kiesett  | 9  | Chris Amon           | Ferrari       | 72           | Erőátvitel               | 2        |          |
| Kiesett  | 15 | Johnny Servoz-Gavin  | Matra-Ford    | 71           | Baleset                  | 13       |          |
| HN       | 20 | Lucien Bianchi       | Cooper-BRM    | 56           | Helyezés nélkül          | 18       |          |
| Kiesett  | 19 | Henri Pescarolo      | Matra         | 54           | Olajnyomás               | 19       |          |
| Kiesett  | 6  | Jochen Rindt         | Brabham-Repco | 39           | Motorhiba                | 1        |          |
| Kiesett  | 4  | Jackie Oliver        | Lotus-Ford    | 32           | Féltengely               | 19       |          |
| Kiesett  | 5  | Jack Brabham         | Brabham-Repco | 31           | Felfüggesztés            | 10       |          |
| Kiesett  | 12 | Jo Siffert           | Lotus-Ford    | 29           | Olajszivárgás            | 3        |          |
| Kiesett  | 11 | Dan Gurney           | McLaren-Ford  | 29           | Hűtő                     | 4        |          |
| Kiesett  | 24 | Piers Courage        | BRM           | 22           | Váltó                    | 14       |          |
| Kiesett  | 27 | Bill Brack           | Lotus-Ford    | 18           | Féltengely               | 20       |          |
| Kiesett  | 8  | John Surtees         | Honda         | 10           | Váltó                    | 7        |          |
| Kiesett  | 22 | Jo Bonnier           | McLaren-BRM   | 0            | Üzemanyagrendszer        | 17       |          |
| NI       | 10 | Jacky Ickx           | Ferrari       |              | Baleset gyakorlás közben |          |          |

### Statisztikák
Vezető helyen:
- Chris Amon: 72 (1-72)
- Denny Hulme: 18 (73-90)

Denny Hulme 4. győzelme, Jochen Rindt 2. pole-pozíciója, Jo Siffert 2. leggyorsabb köre.
- McLaren 3. győzelme.

Henri Pescarolo első versenye.